# Felice Iossa
Felice Antonio Iossa (Pomigliano d'Arco, 10 giugno 1949) è un politico italiano. Di ideologia socialista riformista, è stato deputato del Partito Socialista Italiano (PSI) per due legislature, la X (1987-1992) e la XI (1992-1994), nonché sottosegretario di Stato all'industria, commercio ed artigianato (1994), oltre ad altri incarichi politici ed amministrativi locali.

## Biografia
Muove i suoi primi passi nella politica alle scuole superiori, l'istituto tecnico industriale "Eugenio Barsanti" (dove si diploma perito industriale), quando organizza uno sciopero a sostegno degli operai dello stabilimento Alfa Romeo di Pomigliano d'Arco (Alfa Sud).
Entra nella Federazione Giovanile Socialista Italiana di Pomigliano d'Arco e poi nel Partito Socialista. Impiegato all'Alfa Sud, diviene responsabile delle politiche industriali nell'azienda per il PSI.
Dal 1975 al 1985 è stato consigliere comunale di Pomigliano d'Arco, ricoprendo, in tale lasso di tempo, anche incarichi amministrativi.
"Delfino" di Giulio Di Donato (vice segretario nazionale), diviene prima membro dell'esecutivo provinciale di Napoli, poi vice segretario regionale della Campania, ed infine, nel 1983 viene eletto segretario regionale della Campania del PSI.
Nel 1986 viene eletto segretario cittadino di Napoli, ricoprendo nel contempo incarichi nazionali, come membro del comitato centrale e responsabile nazionale dell'industria del PSI.
Dal 2 luglio 1987 al 22 aprile 1992 è stato deputato alla Camera dei deputati nella X legislatura, iscritto (dal 9 luglio 1987) al gruppo parlamentare del PSI, risultando eletto nella circoscrizione elettorale di Napoli-Caserta. Replica il risultato nel 1992, divenendo deputato alla Camera nella XI legislatura.
Dal 30 giugno 1992 al 28 aprile 1993, con il Governo Amato I (XI legislatura), è stato sottosegretario di Stato all'industria, commercio ed artigianato.
Allo scioglimento del PSI, dà vita ad Alleanza Riformista.
Nel 1999 aderisce ai Socialisti Democratici Italiani (SDI) entrando a far parte prima della direzione e poi dell'esecutivo nazionale.
Nel 2001 viene scelto come segretario provinciale di Napoli dei SDI.
Nel giugno 2004 sempre a Napoli, viene eletto vicepresidente della provincia. Si dimette dall'incarico prima della sua candidatura alle elezioni regionali in Campania dell'aprile 2005.
Dall'aprile 2005 al marzo 2010 è stato consigliere regionale della Campania, eletto nelle file della coalizione L'Unione; ed è stato presidente della commissione consiliare speciale per lo sviluppo economico e sociale del Mediterraneo.
È componente del direttivo del gruppo del Partito Democratico (PD) della Regione Campania, pur avendo successivamente aderito al Partito Socialista Italiano perché contrario alla nuova linea politica assunta dalla direzione nazionale.
È sposato, ha due figlie.